# Археологическое наследие
Археологическое наследие — составная часть историко-культурного наследия, состоит из материальных остатков прошлого, результатов и знаний, полученных в результате их исследований, и охраняемых памятников археологии. Археологическое наследие является важным источником исторической памяти.

## Разрушение и охрана

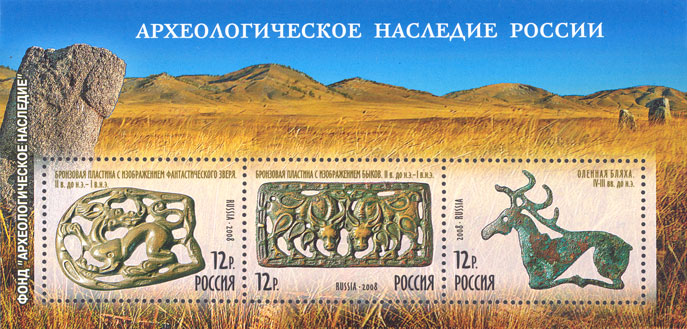
Почтовые марки России, 2008. Археологическое наследие России: бронзовая пластина с изображением фантастического зверя, II век до н. э. — I век н. э.; бронзовая пластина с изображением быков, II век до н. э. — I век н. э.; оленная бляха. IV—III века до н. э. Художник марок А. Московец

Количество археологических памятников со временем уменьшается. На разрушения археологических памятников большое влияние имеет воздействие человека и техногенный фактор.
Археологические памятники являются недвижимым наследием. Древние наскальные рисунки или курганы нельзя переместить в другое место. Есть археологическое наследие, которое со временем исчезает. К примеру, это выбитые на камне «Летающие олени», которые относятся к железному веку.
Европейская культурная конвенция признала, что для познания истории археологическое наследие является жизненно важным. Конвенция признала, что археологическое наследие в связи с возрастающим количеством культурных проектов подвергается разрушению. На защиту археологического наследия должны вставать не только заинтересованные государства, но и все европейские страны, чтобы снизить разрушение археологического наследия. Конвенция считает археологическим наследием предметы и остатки человечества разных эпох. С помощью государственных средств страна обязуется сохранить археологическое наследие. С целью сохранения материальных свидетельств будут создаваться археологические заповедники. Будут применяться процедуры выдачи разрешения на раскопки, чтобы предотвратить нелегальные раскопки. При раскопках использовать оборудование, которое не будет вредить археологическому наследию.
Разрушающими факторами являются антропогенные и естественные. К антропогенным относятся, в частности, незаконные раскопки и хозяйственная деятельность.

## Мониторинг археологического наследия
Мониторинг включает в себя картографирофание, фотофиксацию и составление топографических планов. С помощью мониторинга составляется паспорт археологического наследия. В паспорте пишется наименование археологического наследия, датировка, имя автора раскопок, состояние культурного слоя, где было найдено наследие, библиография, архивные источники, историческую значимость наследия.